# مؤسسه ملی علوم پزشکی عمومی

موسسه ملی علوم پزشکی عمومی ایالات متحده آمریکا (به انگلیسی: National Institute of General Medical Sciences) مشهور به NIGMS، یکی از اعضای موسسات ملی بهداشت ایالات متحده آمریکا (مشهور به NIH) می‌باشد. 
وظیفه این مرکز فدرال رهبری و نظارت بر تحقیقات علوم و فناوری در حیطه پزشکی عمومی و علوم مربوطه می‌باشد. 
دفاتر این موسسه که در سال ۱۹۶۲ تأسیس شده‌اند، در جنوب ایالت مریلند واقع گردیده‌اند. حمایتهای مالی این موسسه منجر به ۶۳ جایزه نوبل در تاریخ گردیده‌اند.

## جستارهای مربوط
- انجمن قلب آمریکا

## منبع
1. ↑  «NIGMS Overview Fact Sheet - National Institute of General Medical Sciences». بایگانی‌شده از اصلی در ۱۶ سپتامبر ۲۰۰۸. دریافت‌شده در ۱۱ ژوئن ۲۰۰۸.

## وب‌گاه رسمی
- وبگاه رسمی